# Allen Klein
Allen Klein (Newark, 18 de diciembre de 1931 - Nueva York, 4 de julio de 2009) fue un mánager, agente de talentos y ejecutivo discográfico estadounidense.
Entre sus clientes más famosos se encuentran las bandas The Beatles y The Rolling Stones.
Comenzó su carrera a fines de los años cincuenta, cuando trabajaba como contador de personas y compañías ligadas al mundo del espectáculo. En 1957 decidió formar su propia empresa y en 1963 tomó el control de la carrera de Sam Cooke.

## The Rolling Stones
En 1965, Klein se convirtió en el cománager de los Rolling Stones. En 1966 compró la participación de Andrew Loog Oldham en la banda, aunque este último continuó en su papel como productor de la banda hasta finales de 1967. Mick Jagger, quien había estudiado en la London School of Economics, quedó impresionado con la visión de negocios que tenía Klein, pero poco tiempo después comenzó a dudar de su fiabilidad. La banda decidió despedirlo, y establecer su estructura de negocio propio en 1970. Lo demandaron, y la resolución jurídica lo obligó a renunciar a la mayoría de los derechos de las canciones grabadas antes de 1971.
La compañía de su propiedad, ABKCO Records, lanzaría varios álbumes recopilatorios de la banda, muchos de ellos con material de ínfima calidad. A finales de los años noventa, algunos de los álbumes de los años sesenta eran difíciles de adquirir en CD y finalmente en 2002, Jody Klein, su hijo, supervisó una remasterización de estos con mucho éxito.

## The Beatles
En 1968, Klein conoció por casualidad a John Lennon durante el rodaje del The Rolling Stones Rock and Roll Circus. El mánager de The Beatles, Brian Epstein, había fallecido en 1967, y los negocios de la banda de Liverpool quedaron en manos de su hermano Clive Epstein, mientras la dirección artística estuvo a cargo del mismo grupo. Sin hacer espectáculos masivos y con las grabaciones en sus manos, ya no requerían los servicios de un agente. Sin embargo, con la pérdida de Epstein, también se fueron personajes como el editor musical Dick James y el asesor financiero Walter Strach.
Hacia 1969, la compañía Apple Records pasaba por una difícil situación económica, y la banda ya estaba a punto de separarse.
Fue ahí cuando Lennon contrató a Klein y lo llamó para hacerse cargo de los negocios del grupo. Paul McCartney se mostró en contra de la llegada de Klein y ―aunque posó en una fotografía firmando papeles con Klein―, se negó a ser parte del trato. Este fue uno de los factores que distanciaría aún más a la dupla Lennon/McCartney.
Klein renegoció el contrato de The Beatles con EMI, rescató algunas grabaciones de Get Back, e invitó a Phil Spector a trabajar para «mejorar» algunos temas para que el abandonado proyecto fuera reeditado en un álbum, y promocionó la publicación de los sencillos Something/Come Together, salvando con ello a Apple. Sin embargo, también alejó a muchas personas que habían acompañado a la banda desde sus principios, tanto a nivel de los negocios como en su círculo personal.
Después, Klein trabajaría con algunos miembros de The Beatles en solitario. Con Lennon elaboró el filme Imagine en 1971 y ayudó a George Harrison con la organización del The Concert for Bangladesh, aunque esto también terminaría en problemas, ya que ni el propio Harrison supo cuánto dinero se envió a los refugiados, y con cuánto se quedó Klein. En 1974 Lennon le dedicó la canción «Steel and Glass» (acero y vidrio) del álbum Walls and Bridges. 
Luego de una visita no anunciada de Lennon a la oficina de Klein, aquel  descubrió una serie de irregularidades en el manejo financiero que significaría el comienzo de una larga querella legal. En noviembre de 1973 Lennon, McCartney, Harrison y Starkey por separado demandaron a Klein afirmando que este percibía comisiones excesivas y practicaba fraudes. Ya durante el año 1974 a la batalla legal en pleno se le sumó la demanda adicional de Harrison contra Klein por la presunta malversación de fondos en la administración del concierto benéfico para Bangladés.
Posteriormente, a petición y con dinero de John Lennon, Klein se dedicaría a la producción de Western spaghettis y colaboró en algunas películas del chileno Alejandro Jodorowsky.

## Últimas décadas
En 1997 se vio envuelto en una polémica con la banda The Verve, después de que estos usaron un sample de la versión orquestada de la canción de Rolling Stones «The Last Time», que pertenecía al catálogo de ABKCO, en el sencillo Bitter Sweet Symphony. Klein terminó robándose los derechos de Bitter Sweet Symphony, y los créditos quedaron a nombre de Mick Jagger y Keith Richards.
Se retiró del negocio de la música, y falleció en 2009 debido al alzhéimer que sufría.